# لوم (بلغاريا)

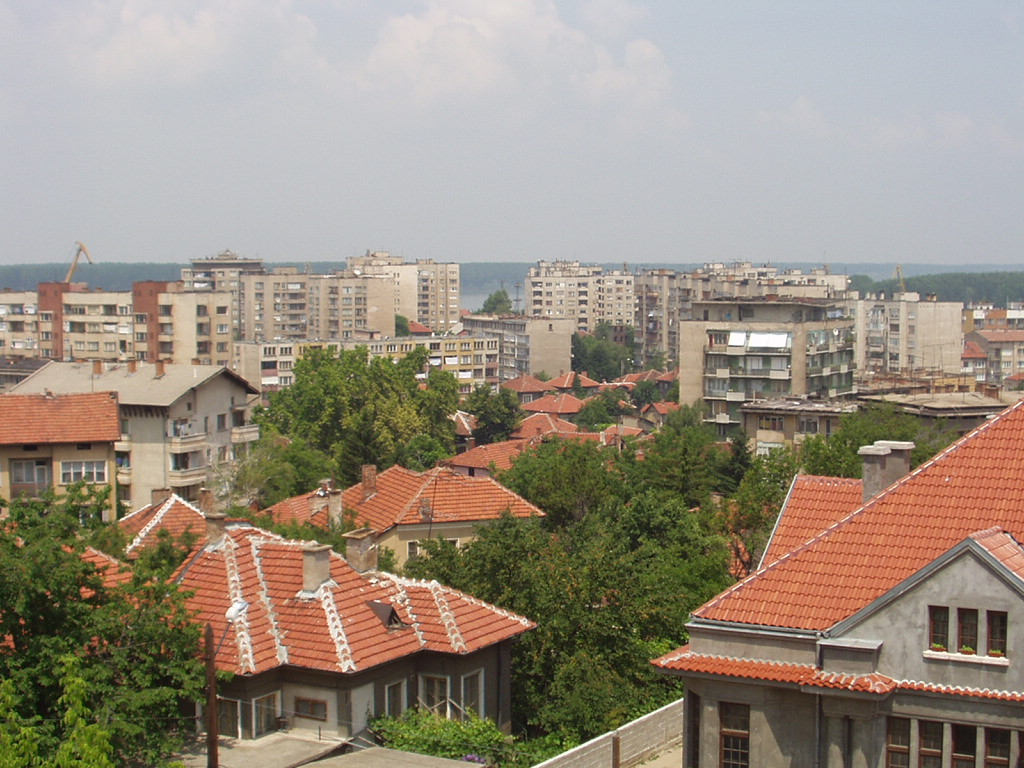

لوم هي مدينة في شمال شرق بلغاريا وتابعة لمقاطعة مونتانا، تقع على الضفة اليمنى لنهر الدانوب، على مقربة من مصب نهر لومي. كان عدد سكانها في عام 2001 قد بلغ 27،897 نسمة.

## توأمة
للوم (بلغاريا) اتفاقيات توأمة مع:
- لينتس